# Oneri concessori
Gli oneri accessori sono quei costi, supportati da un acquirente in aggiunta al costo del bene o servizio oggetto di alienazione.

## Contabilizzazione degli oneri accessori
In ragioneria, tali costi possono essere registrati nelle scritture contabili in due modi:
- Sommare tali costi al valore del bene
- Creare una voce di costo autonoma nel bilancio d'esercizio [1]

## Nel diritto urbanistico
In ambito urbanistico, gli oneri accessori sono un costo compreso nel permesso di costruire e prevede due pagamenti:
- uno relativo alle spese di urbanizzazione primaria e secondaria (sulla base di tabelle stabilite dalle Regioni per classi di comuni)
- l'altro proporzionale al costo di costruzione dell'opera.

In caso di mancata esecuzione delle opere, il titolare del permesso, può richiedere la restituzione dei pagamenti.